# Karta podatkowa
Karta podatkowa – uproszczona metoda wymiaru i poboru należności podatkowych bez ustalania konkretnej podstawy wymiaru podatku (zwłaszcza wielkości dochodu), uwzględniająca jednak rodzaj wykonywanej działalności zarobkowej i ewentualnie określone kryteria (na przykład liczbę mieszkańców miejscowości, w której jest prowadzona, czy liczbę zatrudnionych osób). Opodatkowanie w tej formie wybrać mogą osoby fizyczne prowadzące działalność gospodarczą oraz spółki cywilne osób fizycznych, których działalność polega w szczególności na świadczeniu usług dla ludności, przy niewielkiej liczbie pracowników i zleceniobiorców. Podstawą płatności podatku jest indywidualna decyzja urzędu skarbowego, wydana na wniosek podatnika.
Obowiązki dokumentacyjne ograniczają się do gromadzenia wystawionych przez podatnika dokumentów sprzedaży (faktur lub rachunków), ewidencji zatrudnienia oraz prowadzenia kart przychodów pracowników. W związku z faktem, że w decyzji określona jest wielkość podatku, podatnik nie składa deklaracji podatkowych, dokonuje jedynie – bez wezwania urzędu skarbowego – miesięcznej płatności podatku, w terminie do 7 dnia każdego miesiąca za miesiąc ubiegły, a za grudzień do 28 grudnia.
Aby można było rozliczyć się ze świadczonych przez siebie usług w formie karty podatkowej, należy:
- złożyć wniosek o zastosowanie opodatkowania w tej formie (druk PIT-16);
- zgłosić we wniosku prowadzenie działalności wymienionej w jednej z 12 części tabeli;
- w ramach prowadzenia działalności nie korzystać z usług osób niezatrudnionych przez siebie na podstawie umowy o pracę oraz z usług innych przedsiębiorstw i zakładów, z wyjątkiem usług specjalistycznych;
- nie prowadzić (poza jednym z rodzajów działalności wymienionej w art. 23 z.p.d.o.f.) innej pozarolniczej działalności gospodarczej;
- małżonek podatnika nie powinien prowadzić działalności w tym samym zakresie;
- nie wytwarzać wyrobów opodatkowanych, na podstawie odrębnych przepisów, podatkiem akcyzowym;
- pozarolnicza działalność gospodarcza zgłoszona we wniosku, o którym mowa w pkt 1, nie powinna być prowadzona poza terytorium Rzeczypospolitej Polskiej.

Podatnicy opłacający podatek w formie karty są zwolnieni z podatku VAT – z tym, że ze zwolnienia tego mogą zrezygnować i wybrać opodatkowanie na zasadach ogólnych czynności podlegających regulacjom ustawy o podatku od towarów i usług oraz ustawy o podatku akcyzowym.
Stawki karty podatkowej są ogłaszane corocznie w obwieszczeniach ministra finansów.

## Wygaszanie karty podatkowej
Ustawa z 29 października 2021 r. o zmianie ustawy o podatku dochodowym od osób fizycznych, ustawy o podatku dochodowym od osób prawnych oraz niektórych innych ustaw (tzw. Nowy Polski Ład), opublikowana w Dz.U. z 2021 r. poz. 2105, w art. 65 ust. 1 zlikwidowała od 1 stycznia 2022 r. możliwość złożenia wniosku o zastosowanie opodatkowania w formie karty podatkowej. Forma opodatkowania w formie karty podatkowej dostępna jest jedynie dla podatników, którzy korzystali z niej na dzień 31.12.2021 roku i kontynuują działalność, oraz, jeżeli:
- nie zrezygnowali z opodatkowania w tej formie po dniu 31 grudnia 2021 r. i nie utracili prawa do opodatkowania w tej formie po tym dniu,
- przy prowadzeniu działalności nie korzystają z usług osób niezatrudnionych przez siebie na podstawie umowy o pracę oraz z usług innych przedsiębiorstw i zakładów, chyba że chodzi o usługi specjalistyczne,
- nie prowadzą, poza jednym z rodzajów działalności wymienionej w art. 23 ustawy o zryczałtowanym podatku dochodowym (...), innej pozarolniczej działalności gospodarczej,
- małżonek podatnika nie prowadzi działalności w tym samym zakresie, z której przychody (dochody) podlegają odrębnemu opodatkowaniu podatkiem dochodowym na ogólnych zasadach, na zasadach określonych w art. 30c ustawy o podatku dochodowym lub ryczałtem od przychodów ewidencjonowanych,
- nie wytwarzają wyrobów opodatkowanych, na podstawie odrębnych przepisów, podatkiem akcyzowym,
- pozarolnicza działalność gospodarcza zgłoszona we wniosku o zastosowanie opodatkowania w formie karty podatkowej nie jest prowadzona poza terytorium Rzeczypospolitej Polskiej.

Ustawodawca pozwala jednak na rozszerzenie działalności opodatkowanej kartą podatkową na inną kategorię usług również opodatkowanych kartą podatkową.
Podatnicy korzystający z opodatkowania w formie karty podatkowej, od 1 stycznia 2022 r. nie mają możliwości odliczenia od podatku składki zdrowotnej. Wysokość składki wynosi nie mniej niż 9% minimalnego wynagrodzenia w danym roku.